# New York Manumission Society
La New York Manumission Society è stata un'organizzazione fondata nel 1785 da John Jay per promuovere la graduale abolizione della schiavitù nel territorio dello stato di New York  e l'emancipazione in tutti gli altri stati degli Stati Uniti. L'organizzazione, della quale facevano parte anche Alexander Hamilton e Hercules Mulligan, era composta interamente da uomini bianchi (principalmente ricchi e aderenti al movimento del Quaccherismo) che lottavano contro la tratta degli schiavi mediante azioni di lobbying e boicottaggio.
L'associazione terminò nel 1849, dopo l'abolizione della schiavitù nello stato di New York e, nei suoi anni di attività, fondò la "African Free School" nel 1787, una scuola-orfanotrofio per i figli degli schiavi e dei liberti neri dello stato.